# Eleccions presidencials ucraïneses de 2004
Les Eleccions presidencials ucraïneses de 2004 es van dur a terme entre el 21 de novembre i el 26 de desembre de 2004. Van ser les quartes eleccions presidencials a Ucraïna després de la seva independència de la Unió Soviètica. La segona volta de les eleccions va ser objecte de controvèrsia entre el líder de l'oposició Víktor Iúsxenko i el primer ministre Víktor Ianukòvitx del Partit de les Regions. Les eleccions es van dur a terme en una atmosfera política molt carregada, amb acusacions de parcialitat dels mitjans, la intimidació dels votants i un enverinament del candidat Iúsxenko, qui va confirmar més tard ser objecte d'enverinament per dioxines.
Segons la legislació electoral d'Ucraïna, s'utilitza un sistema de dues voltes en el qual un candidat ha d'obtenir la majoria (50% o més) dels vots emesos per a ser elegit President d'Ucraïna. A la primera volta, que es va celebrar el 31 d'octubre de 2004. Com que cap candidat havia obtingut un 50% o més dels vots emesos, es va dur a terme una segona volta de votació entre els dos candidats de major votació, Víktor Iúsxenko i Víktor Ianukòvitx, el 21 de novembre. Segons els resultats oficials anunciats per la Comissió Electoral Central el 23 de novembre, la segona volta de les eleccions va ser guanyada per Víktor Ianukòvitx. Els resultats electorals van ser impugnats per Víktor Iúsxenko i els seus partidaris amb molts observadors internacionals al·legant que les eleccions havien estat falsejades.
Els esdeveniments posteriors van desembocar en una crisi política a Ucraïna, amb massives manifestacions pacífiques, l'anomenada Revolució Taronja i va reclamar per una nova votació de la segona ronda de les eleccions. El Tribunal Suprem d'Ucraïna va anul·lar els resultats oficials i va ordenar la repetició de la segona volta de votació.
La segona volta es va celebrar el 26 de desembre. Víktor Iúsxenko va ser declarat guanyador amb 52 per cent de la votació, mentre que Ianukòvitx va obtenir el 44 per cent. Els observadors internacionals van informar que el desenvolupament i el recompte de la nova votació es podia considerar més justa que les votacions anteriors.

## Candidats
En total es presentaren 26 candidats que van participar en les eleccions presidencials.
Els dos principals contendents a les elecció van ser l'aleshores primer ministre i candidat governamental Víktor Ianúkovitx i el líder opositor Viktor Iúsxenko. Viktor Yanukovych, que era primer ministre des de 2002, va rebre el suport del president sortint, Leonid Kutxma, així com pel govern rus i el llavors president Vladímir Putin. Viktor Iúsxenko era considerat com a més pro-occidental i havia rebut el suport dels Estats de la Unió Europea i dels Estats Units.
Resum de les eleccions presidencials ucraïneses de 31 d'octubre i 21 de novembre de 2004
| Candidats — partits nominats | Primera volta 21-Oct-04 | %     | Segona volta 21-Nov-04 | %     | Nova votació 26-Dec-04 | %     |
| --- | ----------------------- | ----- | ---------------------- | ----- | ---------------------- | ----- |
| Víktor Iúsxenko — Autonominació | 11,188,675              | 39.90 | 14,222,289             | 46.61 | 15,115,712             | 51.99 |
| Víktor Ianukòvitx — Partit de les Regions | 11,008,731              | 39.26 | 15,093,691             | 49.46 | 12,848,528             | 44.20 |
| Oleksandr Moroz — Partit Socialista d'Ucraïna | 1,632,098               | 5.82  |                        |       |                        |       |
| Petró Simonenko — Partit Comunista d'Ucraïna | 1,396,135               | 4.97  |                        |       |                        |       |
| Nataliya Vitrenko — Partit Socialista Progressista d'Ucraïna | 429,794                 | 1.53  |                        |       |                        |       |
| Font: Comissió Electoral Central d'Ucraïna. El 3 de desembre, la Cort Suprema d'Ucraïna declarà no vàlids els resultats del 21 de novembre de 2004. Les llistes foren votades novament el 26 de desembre de 2004 després de la Revolució Taronja. |                         |       |                        |       |                        |       |

## Votació preliminar

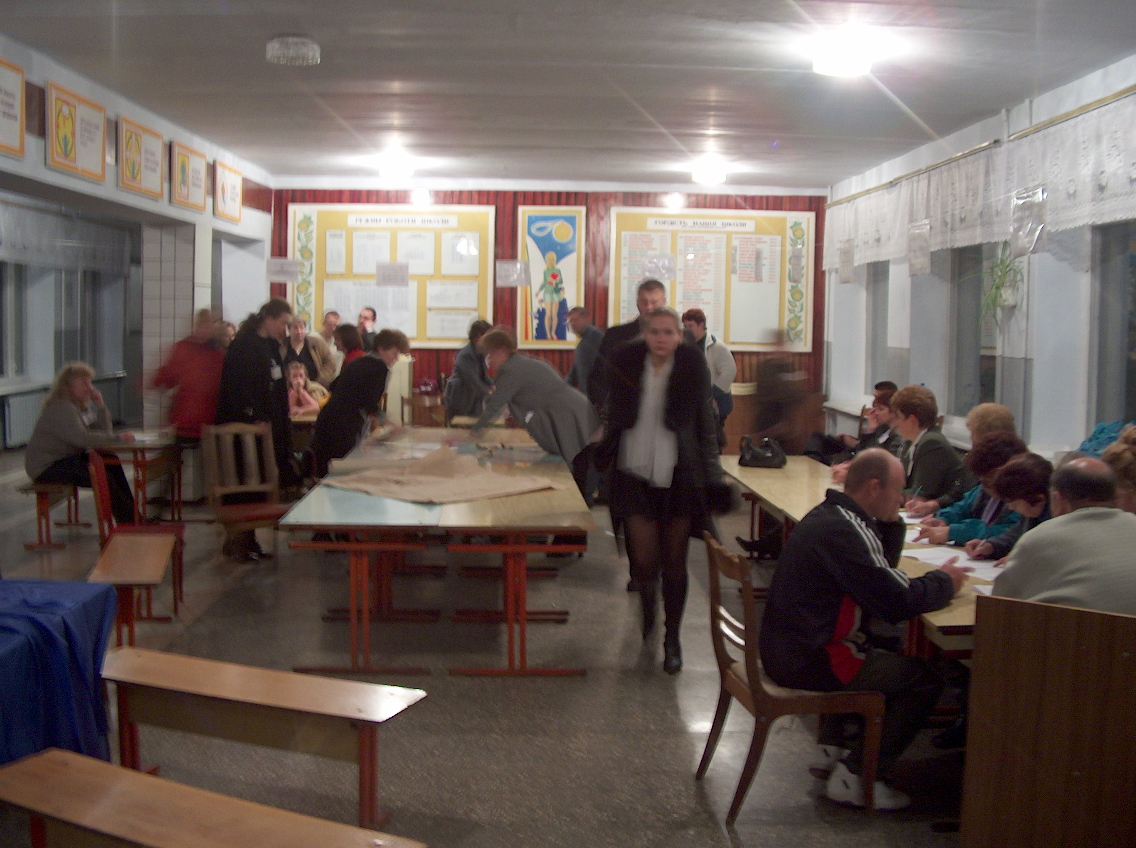
Primers vots a Kàmianets-Podilski el 31 d'octubre de 2004.

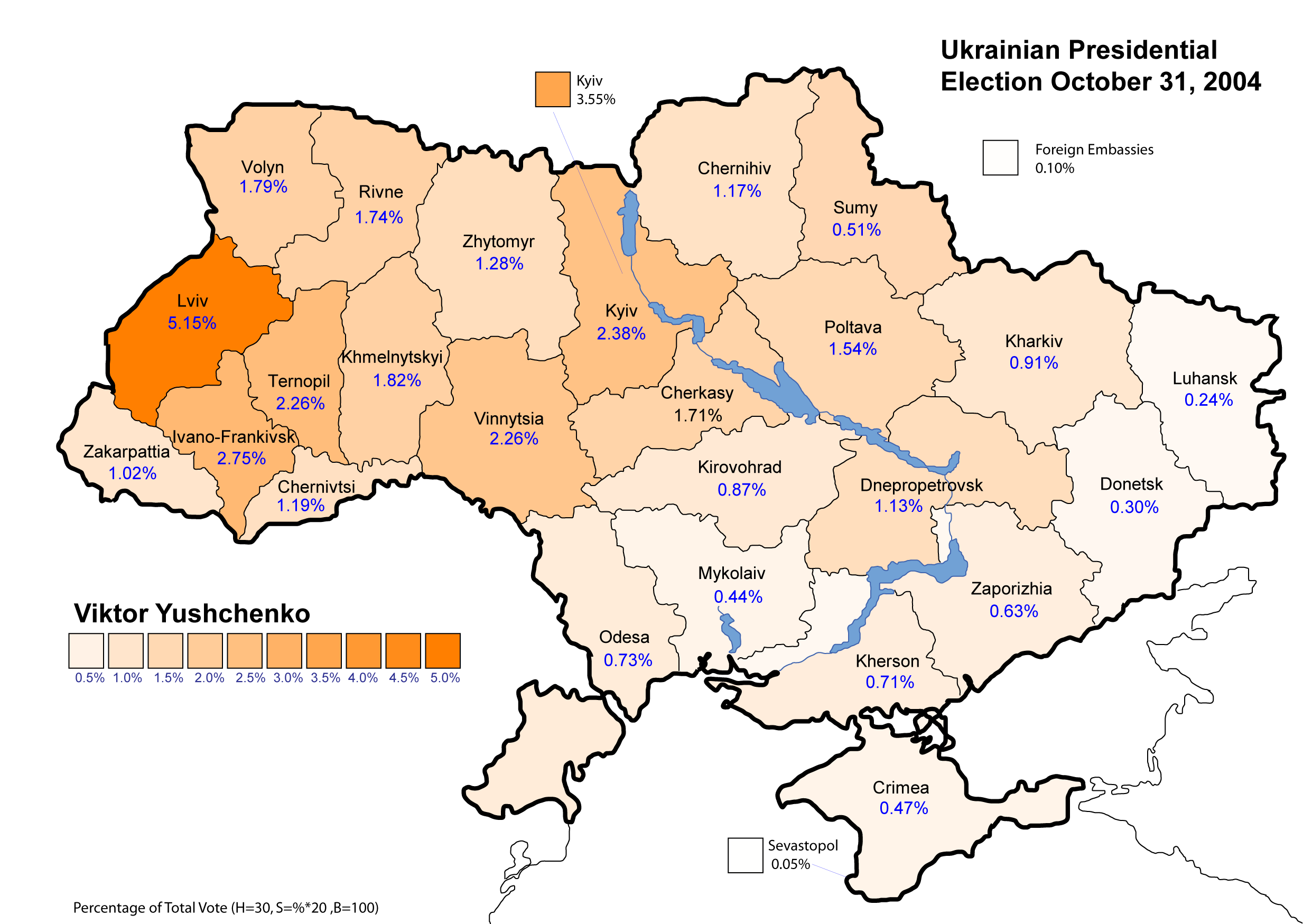
Víktor Iusxenko (1a Volta) - percentatge dels vots totals

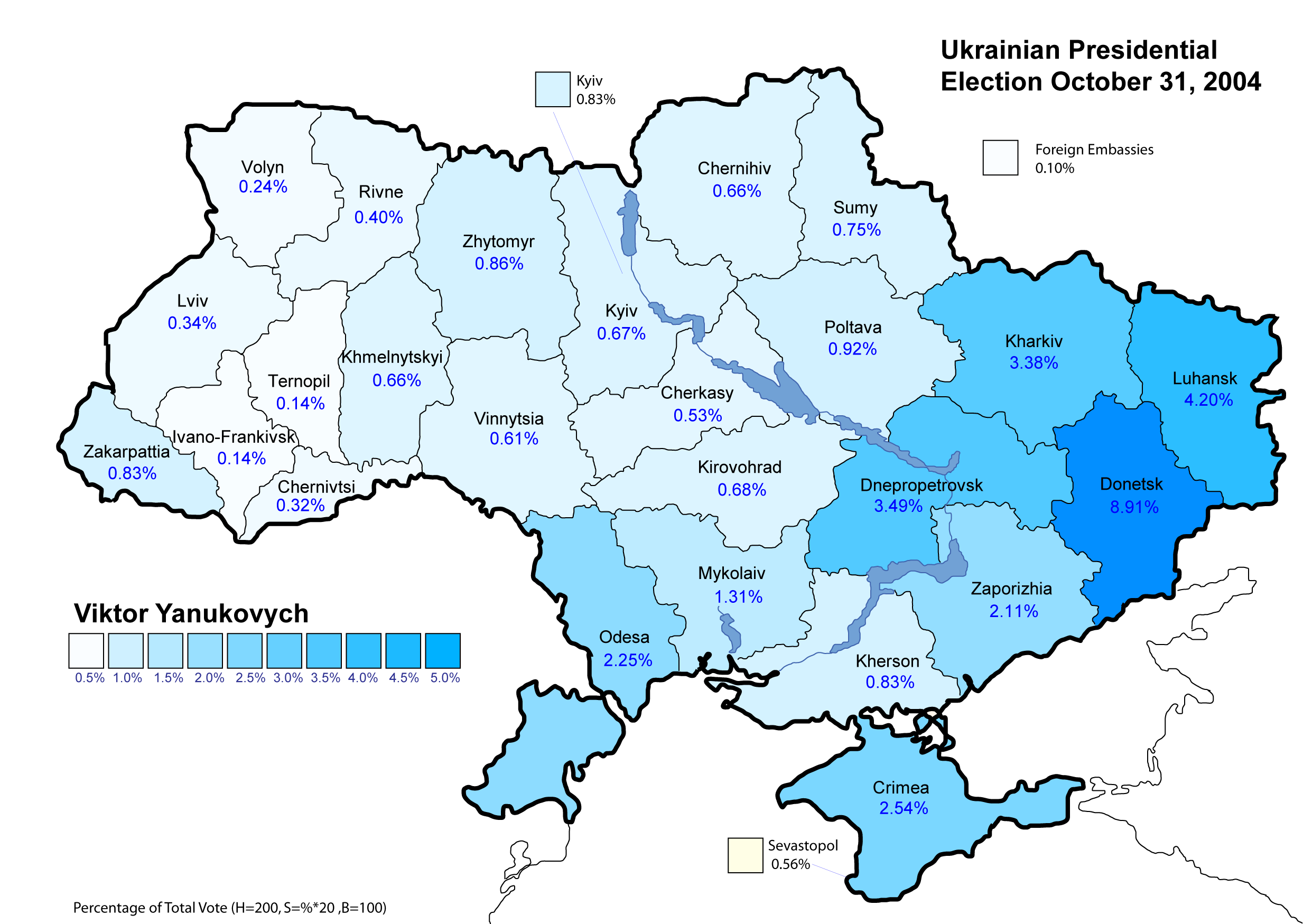
Víktor Ianukòvitx (1a Volta) - percentatge dels vots totals

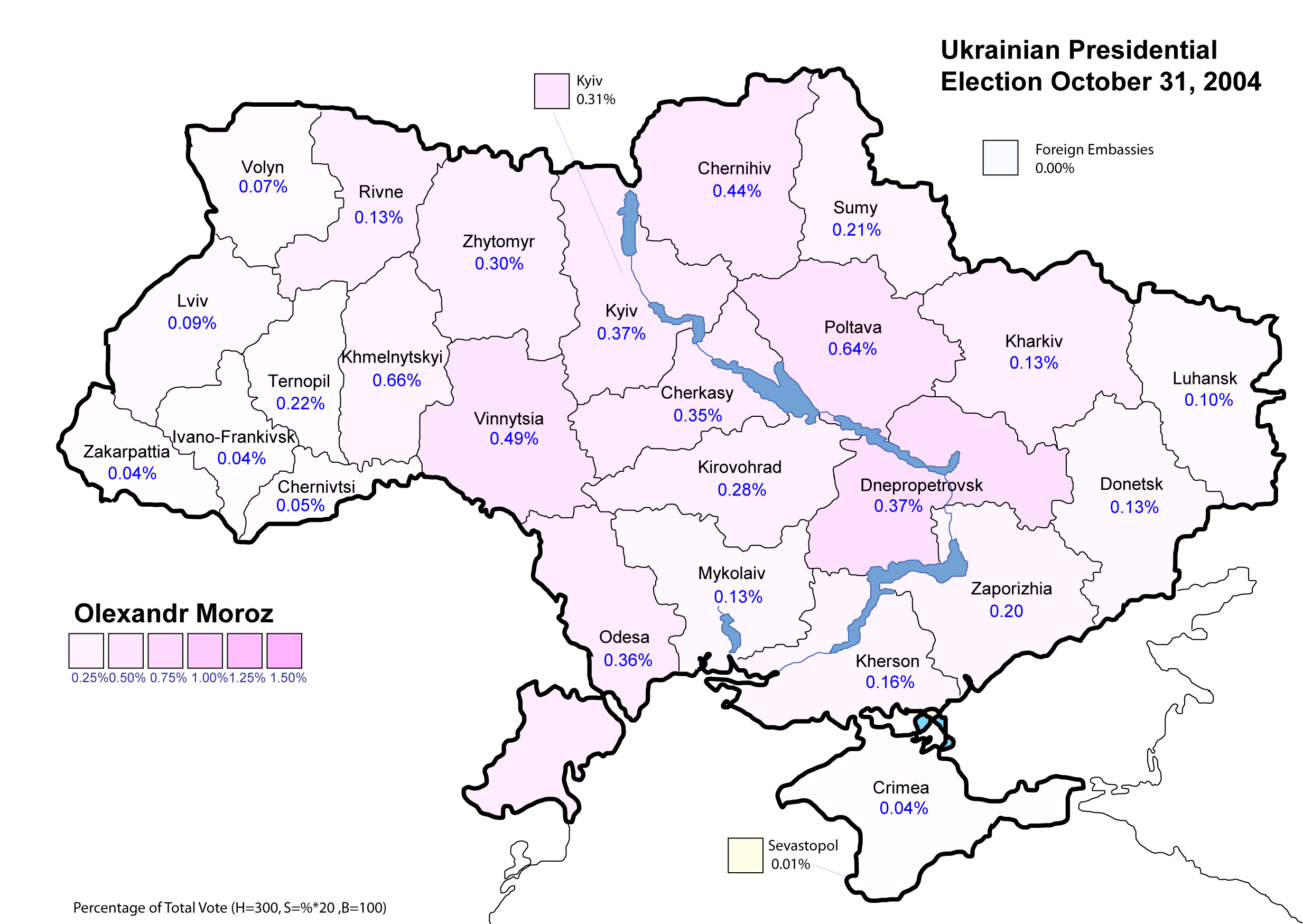
Olexandr Moroz (1a Volta) - percentatge dels vots totals

La votació preliminar de les eleccions presidencial de 2004 es va celebrar el 31 d'octubre de 2004. Els resultats oficials atorgaren a Viktor Iúsxenko el 39,87 per cent dels vots i a Víktor Ianukòvitx el 39,32 per cent dels vots emesos. Com que cap candidat havia obtingut el 50% o més de vots necessaris per a la victòria absoluta, es va convocar una segona volta electoral per al 21 de novembre. Encara que es va registrar un 75 per cent de participació en la primera votació, els observadors van informar de nombroses irregularitats, especialment a les regions on el suport de Iúsxenko es considerava més fort. No estava clar quant d'impacte va tenir en el resultat.
Un total de 28.035.184 votants van participar en la primera ronda de la votació. Els resultats preliminars van ser els següents:
| Candidat             | Nominat per                                        | %     | vots       |
| -------------------- | -------------------------------------------------- | ----- | ---------- |
| Víktor Iúsxenko      | Autonominat                                        | 39.90 | 11,118,675 |
| Víktor Ianukòvitx    | Partit de les Regions                              | 39.26 | 11,008,731 |
| Oleksandr Moroz      | Partit Socialista d'Ucraïna                        | 5.82  | 1,632,098  |
| Petró Simonenko      | Partit Comunista d'Ucraïna                         | 4.97  | 1,396,135  |
| Nataliya Vitrenko    | Partit Socialista Progressista d'Ucraïna           | 1.53  | 429,794    |
| Anatoliy Kinakh      | Partit dels Industrials i Empresaris d'Ucraïna     | 0.93  | 262,530    |
| Oleksandr Yakovenko  | Partit Comunista dels Treballadors i Camperols     | 0.78  | 219,191    |
| Oleksandr Omelchenko | Partit Unitat                                      | 0.48  | 136,830    |
| Leonid Chernovetsky  | Autonominat                                        | 0.45  | 129,066    |
| Dmytro Korchynskyy   | Autonominat                                        | 0.17  | 49,961     |
| Andriy Chornovil     | Autonominat                                        | 0.12  | 36,278     |
| Mykola Hrabar        | Autonominat                                        | 0.07  | 19,657     |
| Mykhaylo Brodskyy    | Autonominat                                        | 0.05  | 16,498     |
| Yuriy Zbitnyev       | New Power Partit                                   | 0.05  | 16,321     |
| Serhiy Komisarenko   | Autonominat                                        | 0.04  | 13,754     |
| Vasyl Volha          | ONG "Control Públic"                               | 0.04  | 12,956     |
| Bohdan Boyko         | Moviment de Patriotes Ucraïnesos                   | 0.04  | 12,793     |
| Oleksandr Rzhavskyy  | Partit Família Unida                               | 0.03  | 10,714     |
| Mykola Rohozhynskyy  | Autonominat                                        | 0.03  | 10,289     |
| Vladyslav Kryvobokov | Partit Popular dels Dipositants i Protecció Social | 0.03  | 9,340      |
| Oleksandr Bazylyuk   | Partit Eslau d'Ucraïna                             | 0.03  | 8,963      |
| Ihor Dushyn          | Partit Liberal Democràtic d'Ucraïna                | 0.03  | 8,623      |
| Roman Kozak          | Organització dels nacionalistes ucraïnesos         | 0.02  | 8,410      |
| Volodymyr Nechyporuk | Autonominat                                        | 0.02  | 6,171      |
| Hryhoriy Chernysh    | Partit de la Rehabilitació de Persones Malaltes    |       | retirat    |
| Vitaliy Kononov      | Partit Verd d'Ucraïna                              |       | retirat    |
| Cap                  | Cap                                                | 1.98  | 556,963    |

## Segona volta

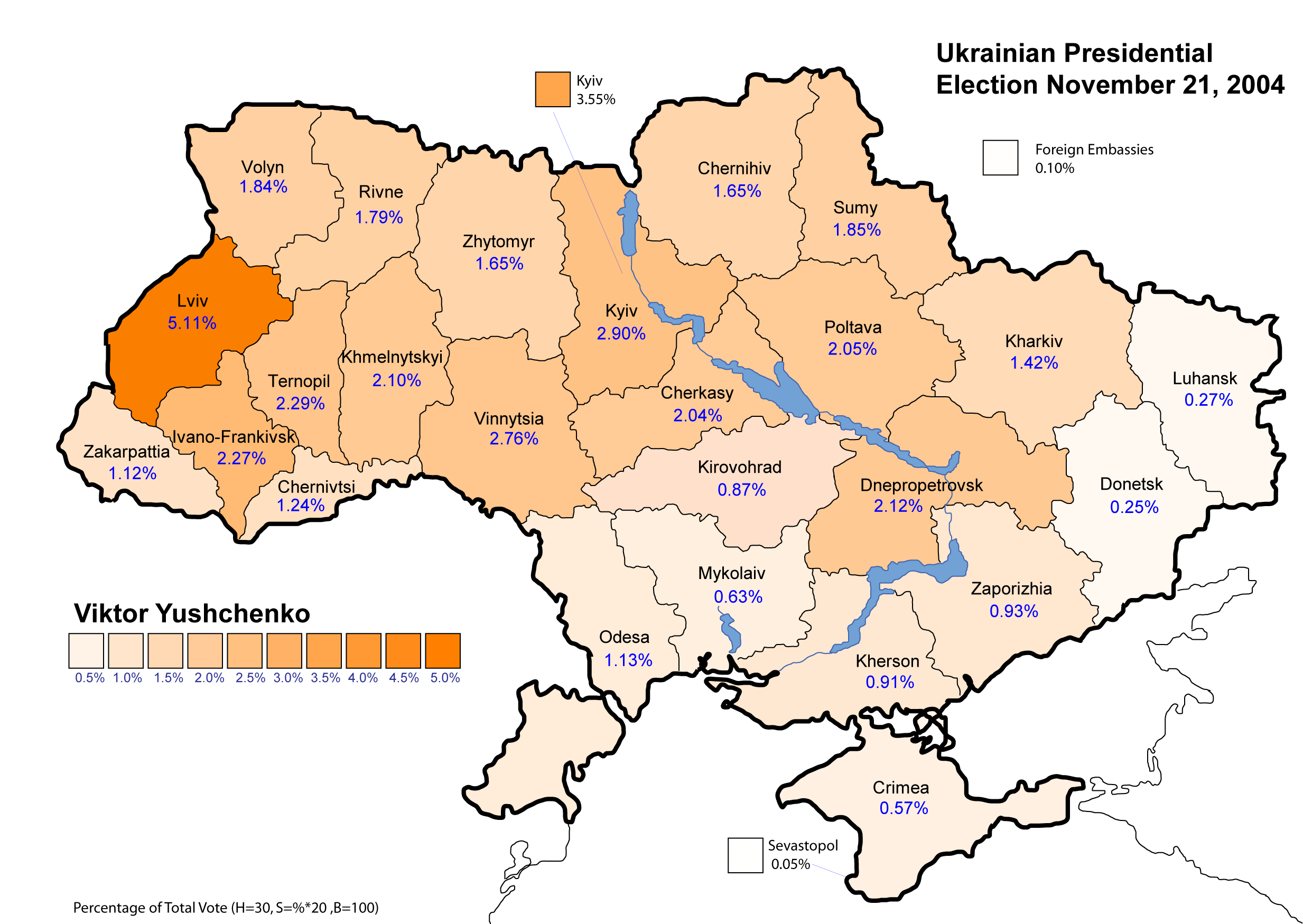
Víktor Iúsxenko (segona volta) - percentatge dels vots totals

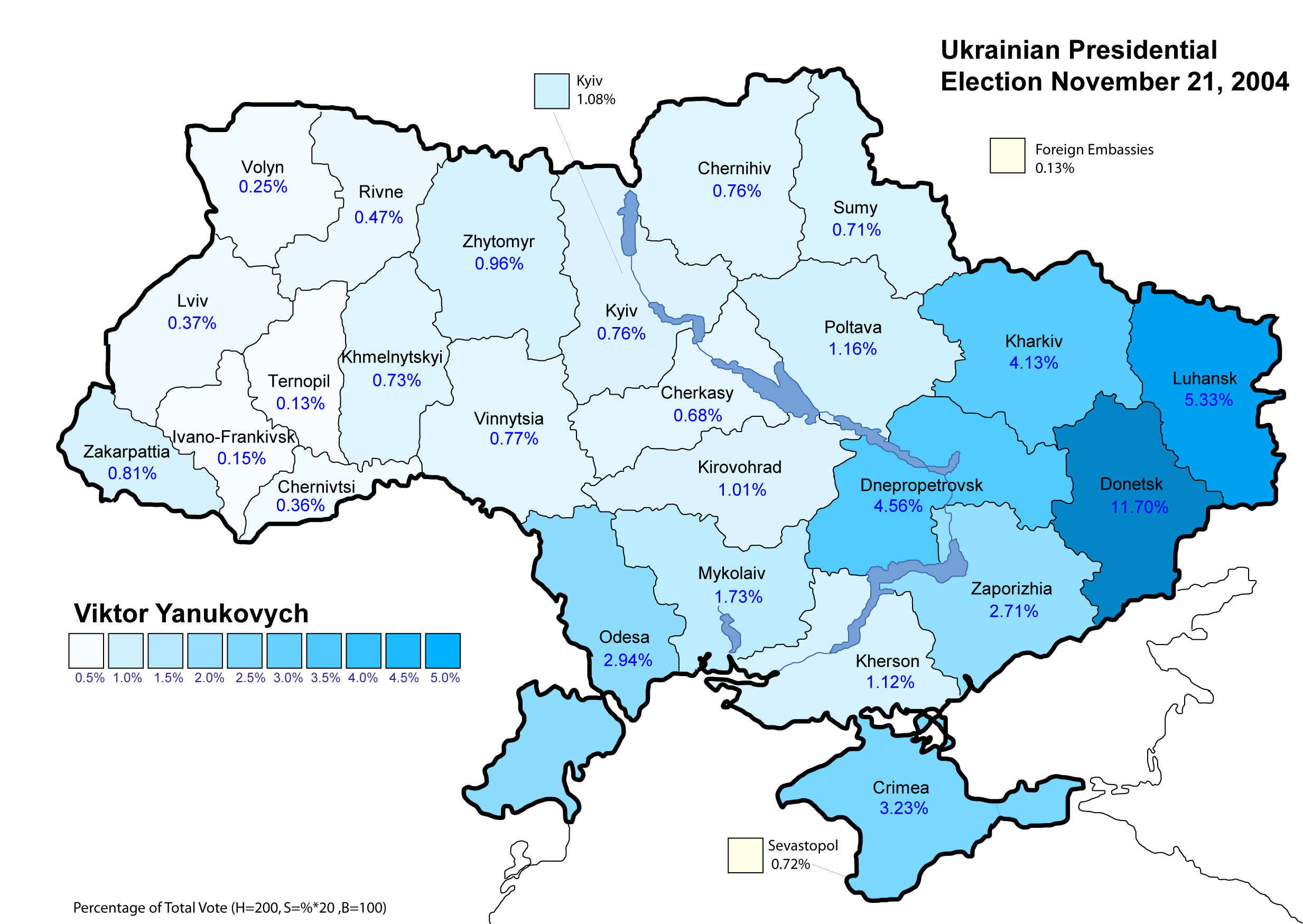
Víktor Ianukòvitx (segona volta) - percentatge dels vots totals

Després de la segona votació del 21 de novembre, la Comissió Electoral d'Ucraïna va declarar guanyador al primer ministre Víktor Ianukòvitx, amb el 49,42% dels vots, mentre que Víktor Iúsxenko va rebre el 46,69% dels vots emesos. Els observadors de l'Organització per a la Seguretat i la Cooperació a Europa (OSCE) va dir que la segona volta "no complia les normes internacionals" i els observadors electorals superiors dels EUA, el senador Richard Lugar, el va anomenar un "programa concertat i contundent de frau electoral."
La distribució geogràfica dels vots van mostrar una clara divisió est-oest d'Ucraïna, que està profundament arrelada en la història del país. Les parts occidental i central, corresponen aproximadament als territoris de l'antiga Confederació de Polònia i Lituània en el segle xvii. Són considerades més pro-occidentals, amb la població en la seva majoria parlant d'ucraïnès i de religió Catòlica Grega d'Ucraïna (uniata) a l'oest o Ortodoxa Ucraïnesa al centre, i han votat en la seva major part per Iúsxenko. La part oriental més industrialitzada, inclosa la República Autònoma de Crimea, on els vincles amb Rússia i l'Església Ortodoxa Russa són molt més forts, i que conté molta població d'origen rus, és un bastió de Ianukòvitx.
Entre les dues voltes de les eleccions, el pronunciat augment de la participació es van registrar a les províncies que donaven suport Ianukòvitx, mentre que a les regions de suport a Iúsxenko van registrar un índex de participació igual o menor que el registrat en la primera ronda. Aquest efecte era més marcat a l'est d'Ucraïna i, especialment, a l'óblast de Donetsk, principal bastió de Ianukòvitx, on es va recollir una participació del 98,5%, més del 40% per sobre de la participació en la primera ronda. En alguns districtes, es va registrar una participació superior al 100%, i a alguns dels districtes els observadors internacionals han registrat un 127% de participació. Segons els observadors electorals i les investigacions posteriors a les eleccions, els activistes a favor de Ianukòvitx viatjaren arreu del país i moltes vegades han votat com a absents. Alguns grups dependents de l'ajuda del govern, com els estudiants, pacients d'hospitals i presoners, se'ls va obligar a votar pel candidat del govern.
Van ser denunciades moltes altres presumptes irregularitats, entre elles farcir les urnes, intimidació a les cabines de votació i un gran nombre de nous electors que figuraren a les llistes electorals: només a Donetsk estaven enregistrats mig milió més de votants per a la segona volta electoral. Ianukòvitx va guanyar a totes les regions on es van observar increments significatius en la participació menys una. Més tard es va determinar pel Tribunal Suprem d'Ucraïna que es tractava, de fet, de la falsificació generalitzada dels resultats.

## Influència i reacció internacional
Molts comentaristes consideraven que les eleccions es trobaven sota la influència de potències externes, en particular la dels Estats Units, la Unió Europea i Rússia, amb el suport dels EUA a Iúsxenko (l'exsecretari d'Estat Henry Kissinger, l'ex assessor de seguretat nacional Zbigniew Brzezinski i el senador John McCain van visitar Kíiv), i el president de Rússia Vladímir Putin va donar suport públicament Ianukòvitx. Ells dos candidats van ser contrastats en els mitjans de comunicació, amb Iúsxenko representant tant als pro-occidentals residents a Kíev com als ucraïnesos rurals, mentre que Ianukòvitx representava l'est, amb el suport dels treballadors industrials prorussos.
Més concretament, es considera que una victòria de Iúsxenko seria un cessament de la integració d'Ucraïna amb la resta de la Comunitat d'Estats Independents, i possiblement la cancel·lació de l'espai econòmic comú entre Rússia, Ucraïna, Belarús i Kazakhstan, que ja havia estat acordada pel Parlament d'Ucraïna, i en el seu lloc, seria probable que augmentessin els intents d'una major integració amb Europa i una possible adhesió a la UE i l'OTAN. Víktor Ianukòvitx havia promès fer del Rus una llengua oficial d'Ucraïna, com és el cas en altres estats membres de la CEI (Belarús, Kazakhstan i Kirguizstan).

## Noves votacions

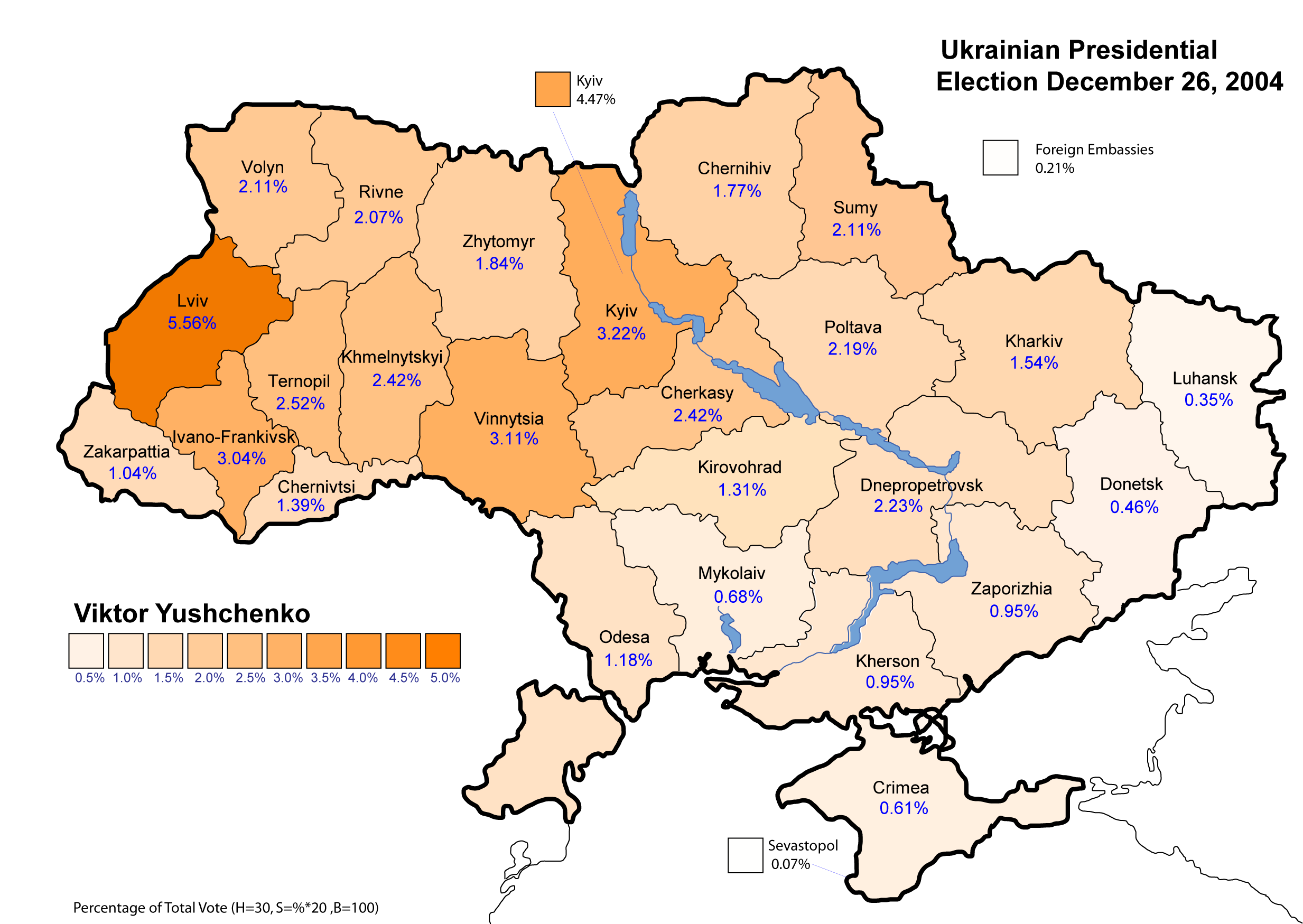
Víktor Iúsxenko (votació final) - percentatge dels vots totals

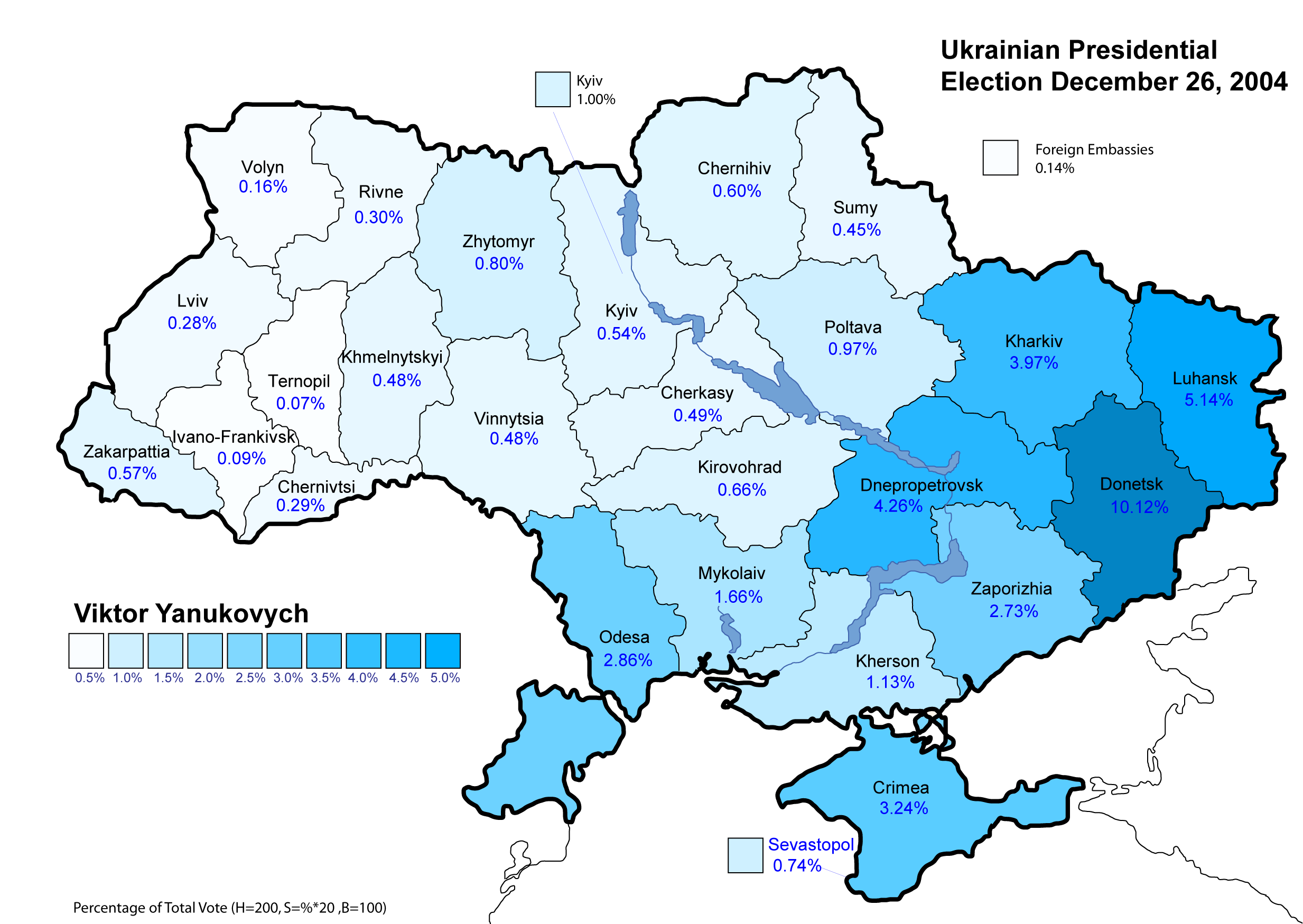
Víktor Ianukòvitx (votació final) - percentatge dels vots totals

Els resultats finals de la votació registrada van donar Víktor Iúsxenko el 52,00% dels vots, i a Víktor Ianukòvitx el 44,19%, el que va representar un canvi en la votació del 5,39% per a Iúsxenko i del -5,27% per a Ianukòvitx.
Víktor Ianukòvitx va reconèixer la seva derrota el 31 de desembre de 2004, i posteriorment va dimitir com a primer ministre d'Ucraïna el mateix dia. Tot i la victòria de Iúsxenko en la segona ronda de votació, els patrons de votació regional es va mantenir pràcticament sense canvis des de cada ronda, amb moltes províncies del sud i l'est donant suport Ianukòvitx, i amb les regions occidental i central a favor de Iúsxenko.
El Tribunal Suprem d'Ucraïna va rebutjar una apel·lació presentada per Víktor Ianukòvitx contra la conducta de la comissió electoral durant les eleccions el 6 de gener.
El 10 de gener la Comissió Electoral d'Ucraïna declarà oficialment Víktor Iúsxenko guanyador de les eleccions, i l'11 de gener va publicar els resultats definitius de les eleccions, aclarint el camí per Iúsxenko, que s'inaugurarà com a cinquè president d'Ucraïna. La cerimònia oficial va tenir lloc al migdia del diumenge, 23 de gener, quan Iúsxenko va realitzar el jurament constitucional com a president d'Ucraïna.